# 帽章

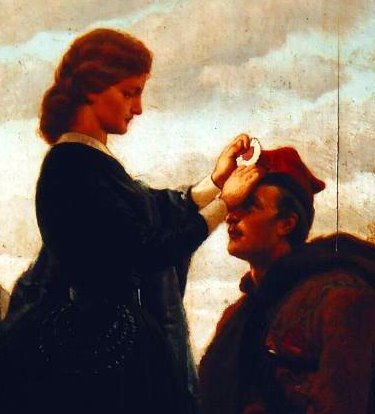
1863-1864 年一月起义期间，一名妇女将红白相间的帽章固定在波兰起義分子的方形rogatywka帽上

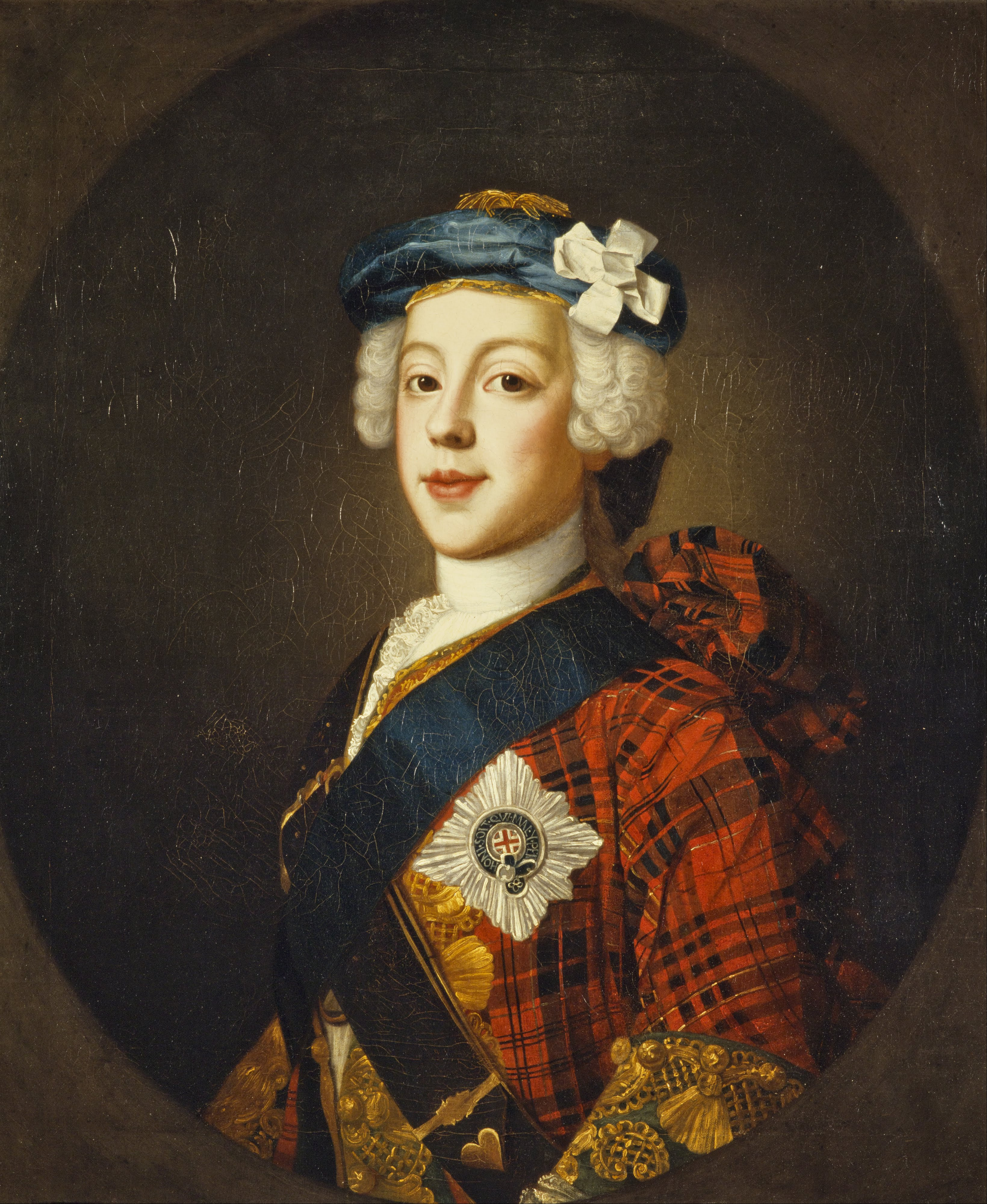
查尔斯·爱德华·斯图尔特戴着带有白色（雅各布派）徽章的帽子

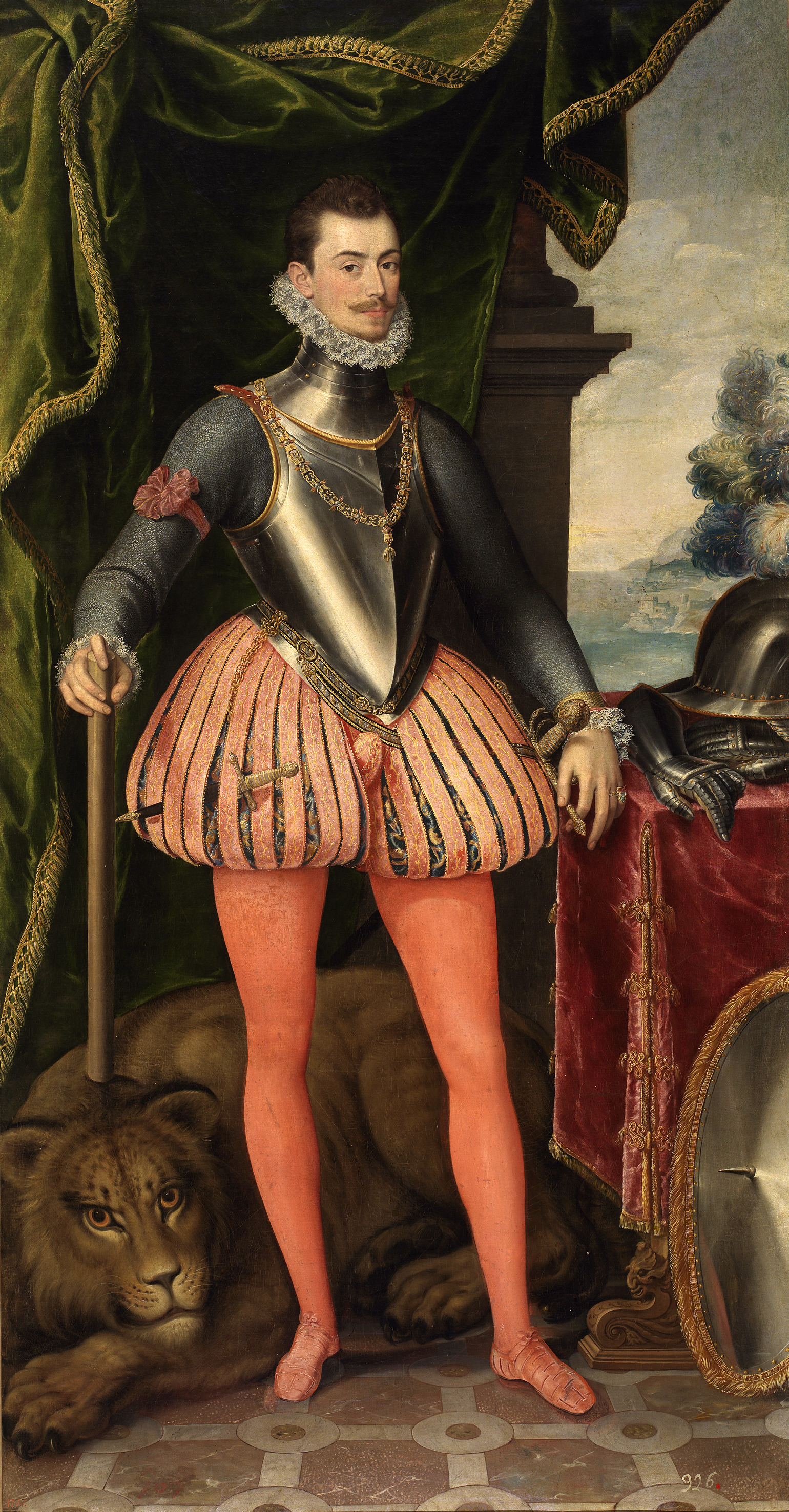
奥地利的约翰佩戴西班牙军队的红色徽章

帽章 (英文:cockade)，或稱圓形章 (日語:円形章)。是一種由丝带结或其他具有独特颜色的圆形或椭圆形所構成的符号，通常配戴於帽子上，而後來受到許多軍隊採用，並以國旗或代表色來代表所屬國籍，後來延伸出國徽等圖騰。
英文cockade一词源自法语cocarde ，源自古法语coquarde ， coquard的阴性词（虚荣、傲慢），源自coc （公鸡）。最早的使用记录是在1709年。  

## 十八世纪

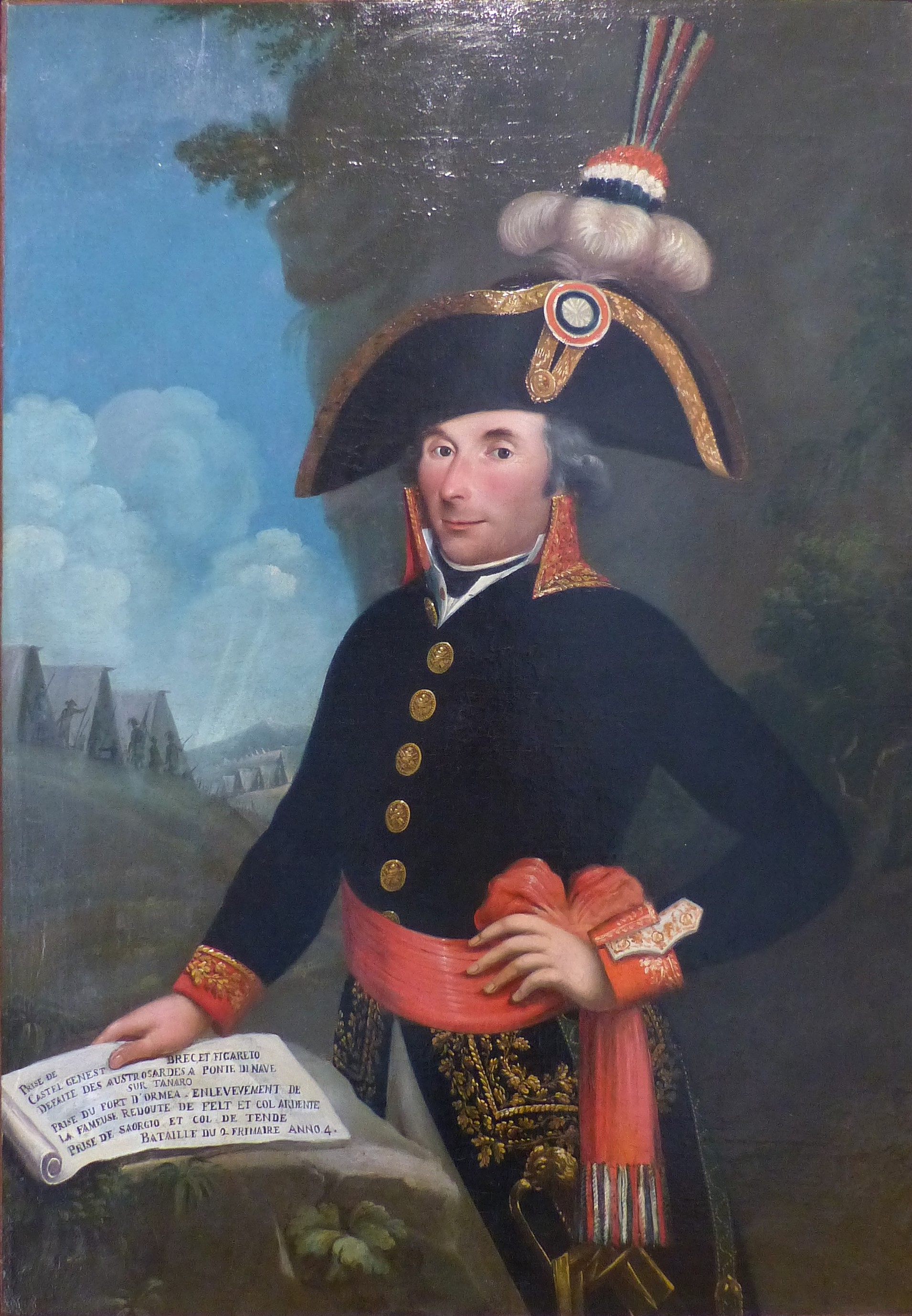
法国革命军安德烈·马塞纳将军佩戴带有三色帽章的双角帽

在 18 世纪和 19 世纪，帽章在欧洲被用来表示佩戴者对某个政治派别的效忠，或者显示他们的等级，或者表明身為仆人身分的象徵。  由于个别军队可能穿着各种不同的团服，因此徽章被用作一种有效且经济的国家识别手段。 
帽章别在男子的三角帽或三角帽的侧面，或翻领上。女性也可以把它戴在帽子上或头发上。
在大革命前的法国，波旁王朝的帽徽都是白色的。   在大不列颠王国，詹姆斯党复辟的支持者佩戴白色帽徽，而最近建立的汉诺威君主制则使用黑色帽徽。    汉诺威王朝还赋予所有德国贵族在英国佩戴黑色徽章的权利。
1780年倫敦的戈登骚乱期间，蓝色帽章成为反政府情绪的象征，大多数骚乱者都佩戴蓝色帽章。        
在美国独立战争期间，大陆军最初佩戴各种颜色的帽章作为一种特殊形式的军衔徽章，正如乔治·华盛顿将军所写：
遺憾的是，大陸軍沒有製服，因此無法區分軍官和列兵，必然會帶來許多不便，因此希望立即提供一些榮譽徽章；例如，戰地軍官的帽子上可能有紅色或粉紅色的徽章，上尉的帽子上有黃色或淺黃色的徽章，而下屬的帽子上則帶有綠色的徽章。
然而不久之后，大陆军又恢复佩戴他们从英国继承的黑色徽章。后来，当法国成为美国的盟友时，大陆军将法国旧制度的白色帽徽钉在了他们旧的黑色帽徽上；法国人也将黑色帽徽别在白色帽徽上，作为法美联盟的标志。黑白徽章因此被称为“联盟帽徽”(Union Cockade)。     
在攻占巴士底狱时，卡米尔·德穆兰最初鼓励革命人群穿绿色衣服。这种颜色后来被拒绝，因为它与阿图瓦伯爵有关。相反，革命者会佩戴带有巴黎徽章传统颜色的帽章：红色和蓝色。后来，波旁白被加入到这个帽徽中，从而产生了法国最初的帽徽。 后来，徽章的独特颜色和款式将表明佩戴者的派系。尽管各种文体的含义并不完全一致，并且因地区和时期的不同而有所不同。

## 欧洲軍隊

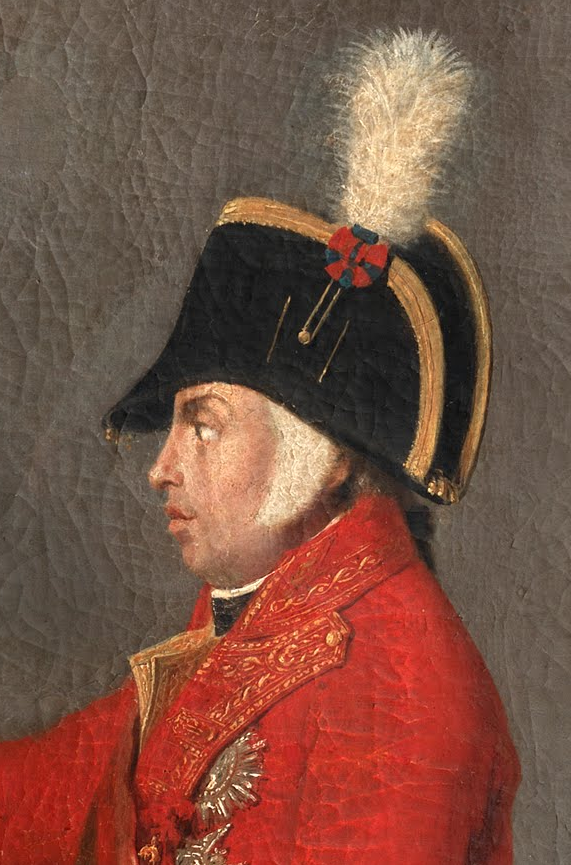
葡萄牙国王约翰六世佩戴象徵葡萄牙的蓝红帽章及军用三角帽

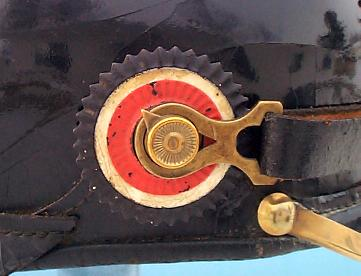
釘盔的旋转环上的金属徽章。

从 15 世纪开始，欧洲各个君主国都使用帽徽来表示其军队的国籍。  它们的起源能追溯到中世纪晚期军队或比武骑士在手臂或头盔上佩戴的独特彩色带子或丝带，用以在战场上区分敵我。后来，如同法国人那样，將丝带式帽章配戴在头盔和檐帽或三角帽和双角帽上，也戴在三角帽和遮阳帽上。头盔右侧佩戴彩色金属帽章；而小纽扣式帽章则戴在凯皮帽和鸭舌帽的前面。  这些符号除了表示对特定君主的忠诚之外，彩色帽章还可以提供一种通用且低经济負擔的野战标志，因為当时同一支军队中各团的制服外套颜色可能差异很大，較難統一。 
拿破仑战争期间，法国和俄罗斯军队都在军帽前部配戴帶有法兰西帝国國旗顏色的帽章及代表俄罗斯帝国的喬治絲帶配色。 

### 德國
德意志帝国（1870—1918）會在每支军队的軍帽上使用两个帽章：一个（黑-白-红）代表整個帝国；另一个則配戴該軍隊的所屬邦國帽章。唯一的例外是巴伐利亚王国和符騰堡王國，這是由於它们擁有能將自己的軍隊獨立於帝国军队武装部队之外的权利。他们唯一的徽章要么是白-蓝-白（巴伐利亚），不然就是黑-红-黑（符腾堡），不需配戴代表帝國配色（黑-白-红）的帽章。   
直至魏玛共和国（1919-1933）時期則取消了这些分別，這是由於它们認為這些標誌可能会促进分裂主义，从而导致整個統一的德意志国再次解体成为各個邦國，因此改以統一的帽章代替。 到了纳粹党上台后，他们拒绝使用魏玛共和国所用的黑-红-金的威瑪德国共和國旗配色。因此纳粹選擇重新引入了帝国代表色（德语：die kaiserlichen Farben 皇家色 或Reichsfarben 帝國色）：外侧为黑色，其次为白色，中心为红色。纳粹政府在所有军帽上都使用黑-白-红三色。 这些颜色代表了帝国最大和最小的国家：大的是普鲁士（黑色和白色）小的則是汉萨联盟的小城邦：汉堡、不来梅和吕贝克（白色和红色）。
至西德時期（1949-1990），聯邦軍隊的帽章顏色重新使用威瑪共和時期的顏色：金-紅-黑，並繼續使用至統一以後。

至於東德人民軍的帽章則分有兩個階段，第一階段為1950年代時期的三色帽章時期，和西德以相同的國旗三色為標準，但與西德的順序不同，東德為黑色在外圍，黃色在中心；之後則在1959年以後改成以東德國徽為帽章，直至兩德統一，而在統一的過渡期中，由於大量東德人力加入西德軍力之中，一時之間無法生產出足夠的服裝給予人員使用，因此曾短暫沿用東德軍服以緩解無服裝可供使用的窘境，然而帽章則改用西德的國旗三色帽章。

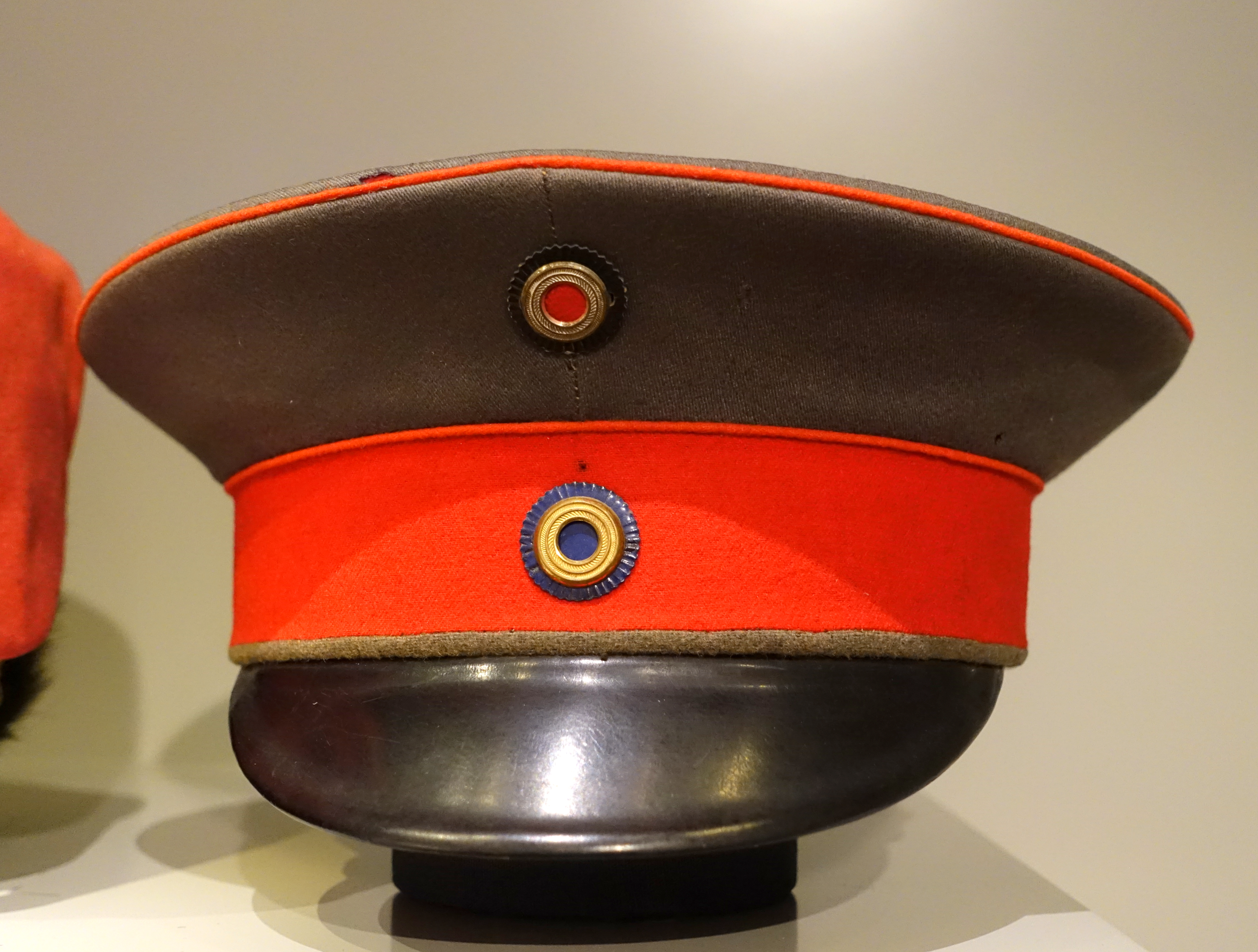
一戰期間所使用帶有德意志帝國帽章及普魯士王國帽章的軍帽。
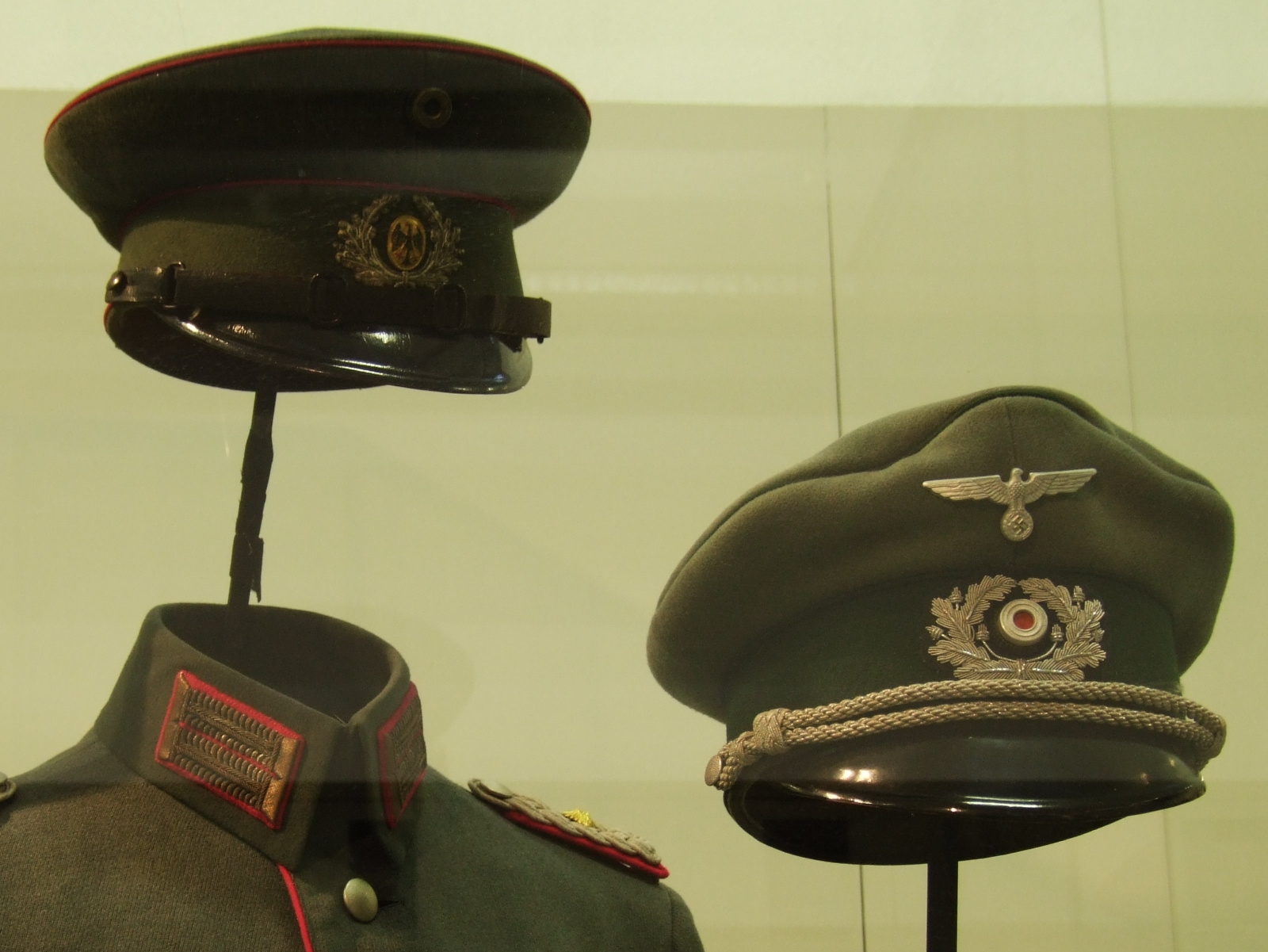
威瑪防衛軍軍帽(左)及納粹時期所使用帶有帝國帽章的軍帽(右)。
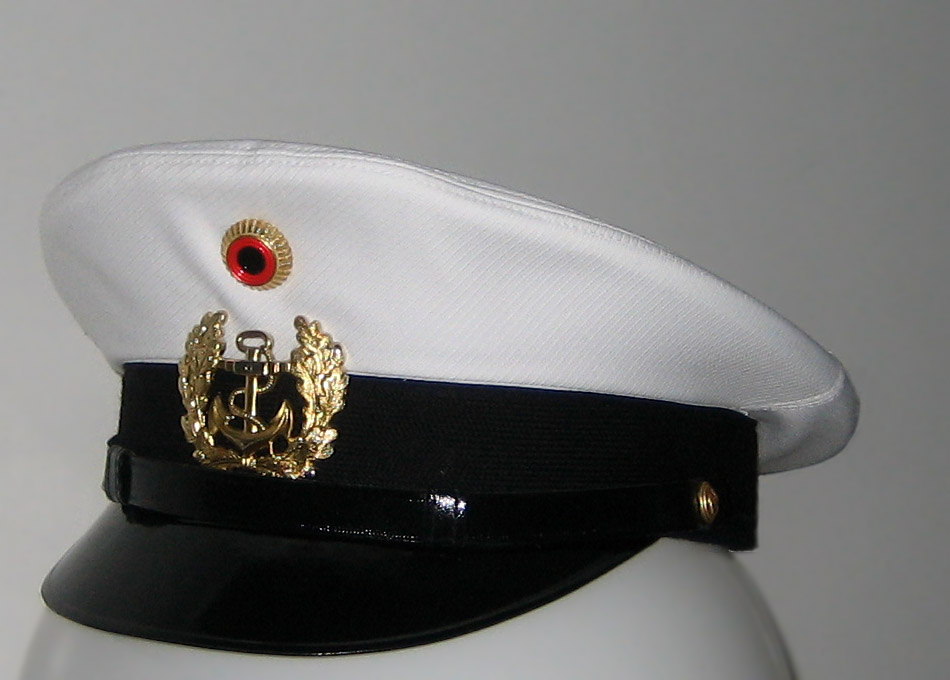
西德及統一後的德國聯邦國防軍海軍所佩戴的大盤帽。
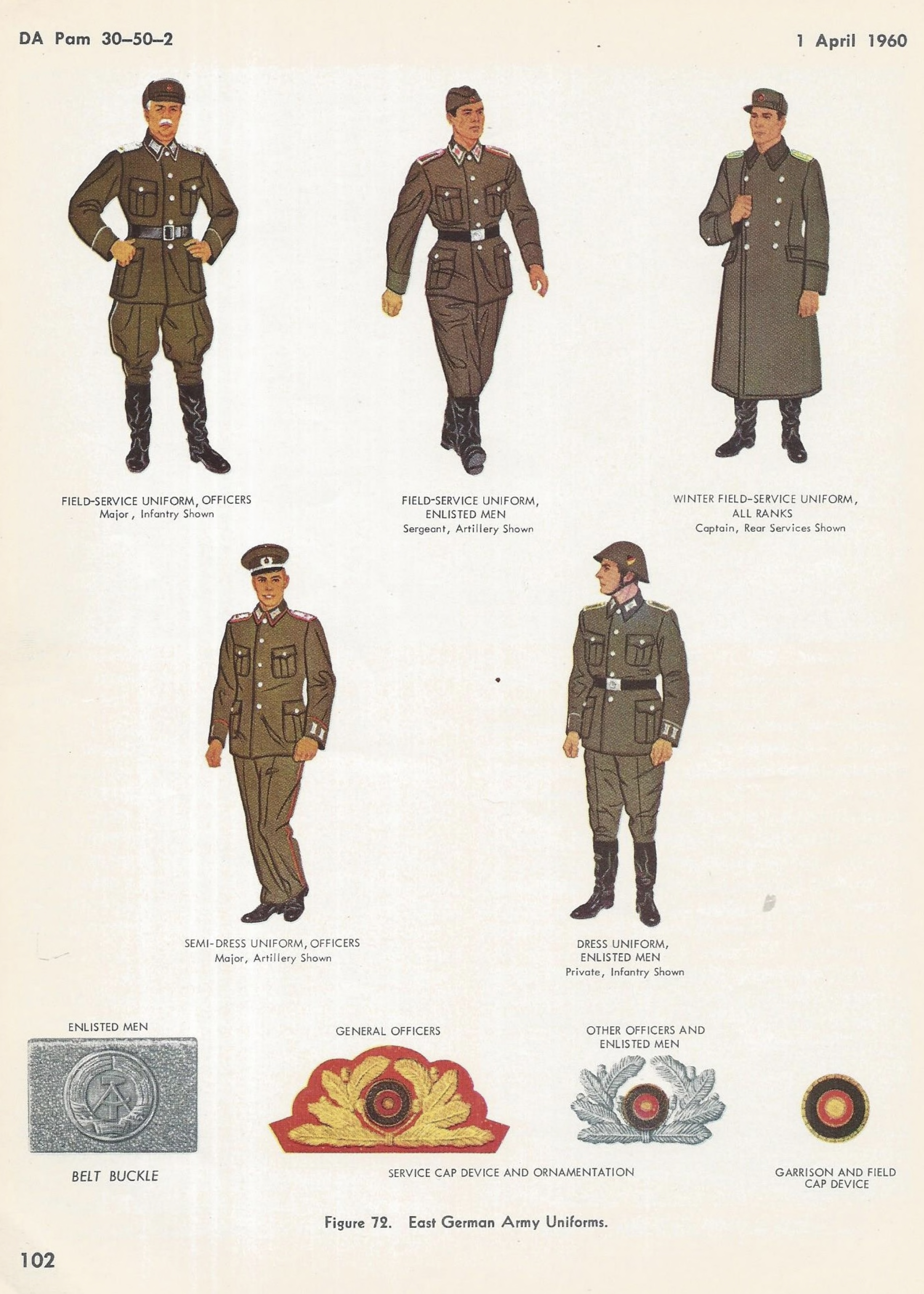
東德人民軍早期的服裝標準及帽章（右下）。
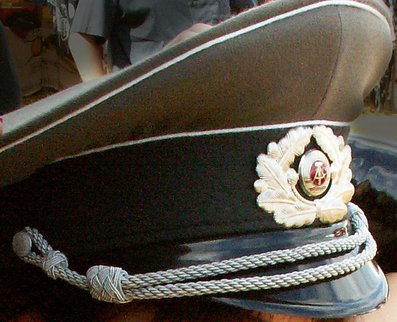
東德陸軍後期所佩戴的大盤帽。
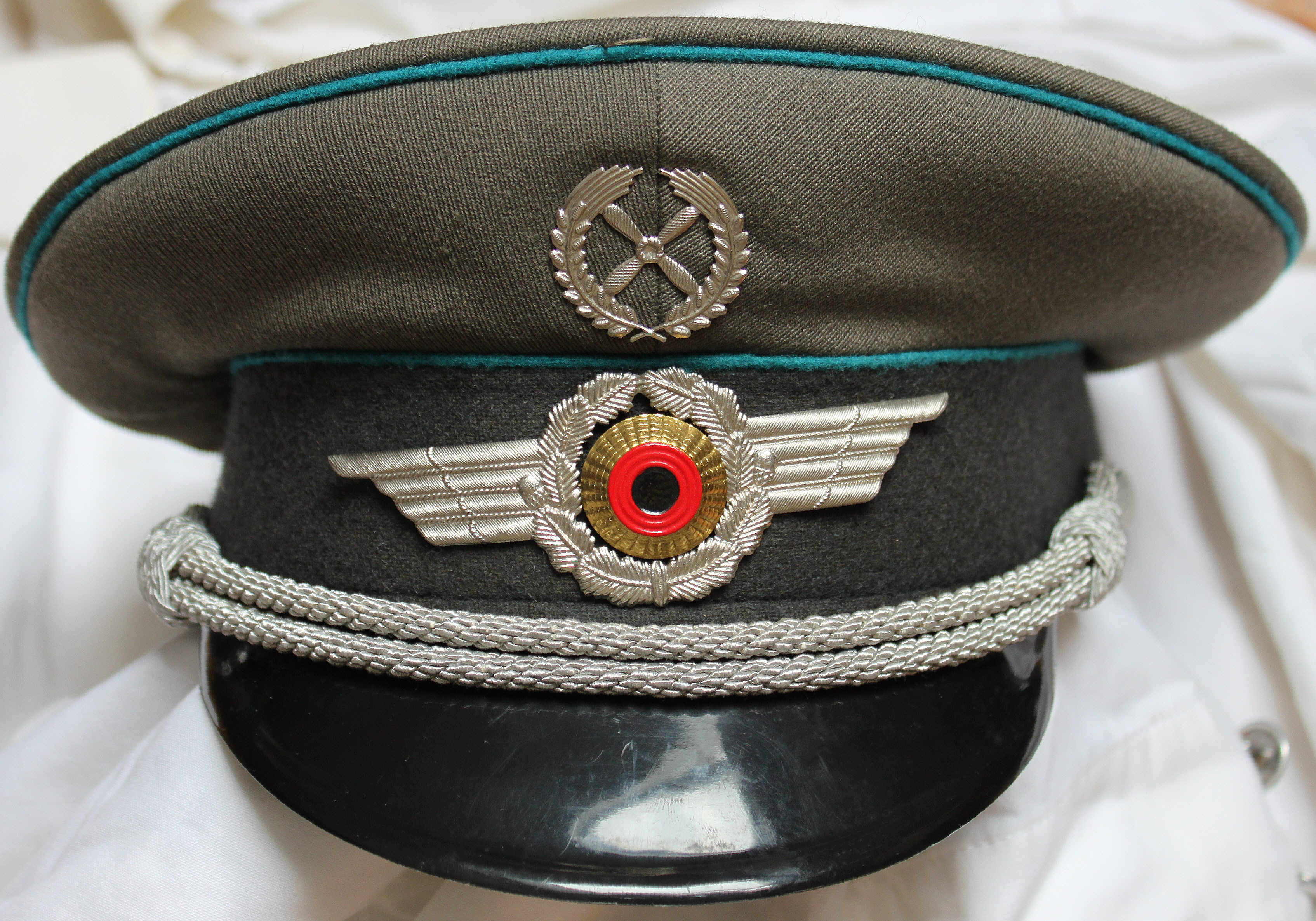
在兩德統一前將東德國徽改成西德帽章的東德大盤帽

### 法國
法国于 1909 年开始建立第一个空军部队，并很快选择了传统的法国帽章作为军用飞机上的第一个国徽，现在通常称为圆標。第一次世界大战期间，其他国家也使用了国家帽章，并将这些彩色徽章用於军用飞机上的圆形徽章。这些设计通常带有额外的中央装置或标志，以进一步识别国家飞机，例如来自法国海军的飛機在法国帽章内带有黑色船锚。 

### 匈牙利
匈牙利革命者在1848年匈牙利革命和1956年革命期间都佩戴徽章。因此，匈牙利人传统上會在3月15日佩戴帽章。  

## 美利堅邦聯
与美国人反抗英国时所使用的徽章相呼应，徽章通常用蓝色丝带制成，戴在衣服或帽子上，在 1861 年至 1865 年美国内战之前，是南方广泛支持分裂国家的象征。 

## 国家代表帽章列表

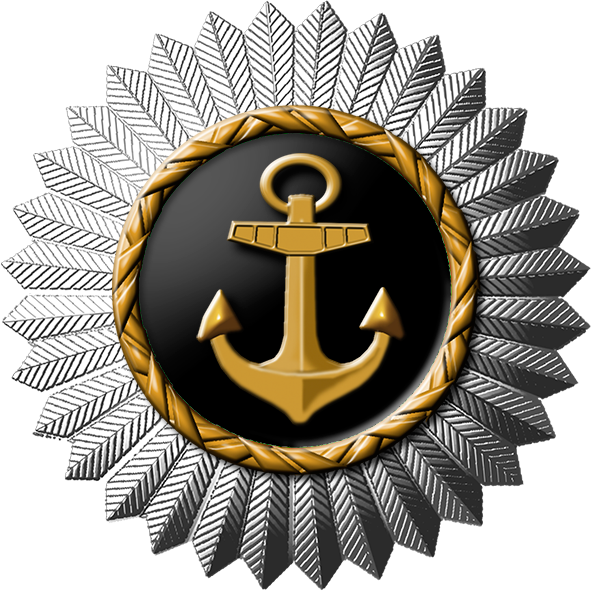
芬兰飞行员服务合格人员帽子上的徽章，1913 年。

以下是国家徽章列表（颜色由中心到外環列出）：  
| 國家 使用日期                                          | 描述                                             | 圖片 |
| ------------------------------------------------------ | ------------------------------------------------ | ---- |
| 中華民國 · 1925至今                                    | 青天白日                                         |      |
| 南斯拉夫                                               | 藍-白-紅                                         |      |
| 阿根廷                                                 | 天空藍-白-天空藍                                 |      |
| 亞美尼亞                                               | 橘-藍-紅                                         |      |
| 奥地利 · 1918以前                                      | 黑-金                                            |      |
| 奥地利 · 自1918年以來                                  | 紅-白-紅                                         |      |
|                                                        | 綠-紅-淺藍                                       |      |
| 比利时                                                 | 黑黃紅                                           |      |
| 玻利維亞 (1825–1826)                                   | 綠-紅-綠（中心有一顆白色五角星）                 |      |
| 玻利維亞 (1826–1851)                                   | 綠-紅-黃                                         |      |
| 玻利维亚                                               | 綠-黃-紅                                         |      |
| 巴西                                                   | 藍-黃-綠                                         |      |
| 保加利亚                                               | 紅-綠-白                                         |      |
| 智利                                                   | 藍-白-紅（藍色部分有一顆白色5角星）              |      |
| 哥伦比亚                                               | 黃-藍-紅                                         |      |
|                                                        | 紅-白-藍                                         |      |
| 捷克斯洛伐克 · (1920–1993)                             | 藍-紅-白                                         |      |
| 捷克                                                   | 藍-紅-白                                         |      |
| 丹麦 · (十九世紀初)                                    | 黑                                               |      |
| 丹麦                                                   | 紅-白-紅                                         |      |
|                                                        | 紅-藍-黃                                         |      |
| 埃及 · (1922–1953)                                     | 綠-白-綠                                         |      |
| 埃及                                                   | 黑-白-紅                                         |      |
| 爱沙尼亚                                               | 白-黑-藍                                         |      |
| 衣索比亞 · (直至1936)                                  | 綠-黃-紅                                         |      |
| 衣索比亞                                               | 紅-黃-綠                                         |      |
| 芬兰                                                   | 白-藍-白                                         |      |
| 法國 · (1794–1814, 1815，以及1830以來至今)             | 藍-白-紅                                         |      |
| 法國 · (1794以前, 1814–1815及1815–1830)                | 白                                               |      |
| 加彭                                                   | 綠-黃-淺藍                                       |      |
| · (1990–2004)                                          | 黑-白-酒紅                                       |      |
| 魏瑪共和國／德意志聯邦共和國 · (1918–1932, 至1945以來) | 黑-紅-金                                         |      |
| 德意志帝國／ 納粹德國 · (1871–1918, 1932–1945)         | 紅-白-黑                                         |      |
| 德意志邦聯 (1848–1871)                                 | 金-紅-黑                                         |      |
| 东德 · (1949–1990)                                     | 金-紅-黑                                         |      |
|                                                        | 綠-黃-紅                                         |      |
| 希腊 · (1822)                                          | 白-藍-白                                         |      |
| 希腊 · (1833)                                          | 藍-白                                            |      |
| 希腊                                                   | 藍-白                                            |      |
| 匈牙利                                                 | 綠-白-紅                                         |      |
| 冰島                                                   | 藍-白-紅-白-藍                                   |      |
| 印度                                                   | 綠-白-藏紅色                                     |      |
| 伊朗                                                   | 紅-白-綠                                         |      |
| 愛爾蘭 · (直至1922年)                                  | 綠色或天藍色                                     |      |
| 愛爾蘭 · (至1922以來)                                  | 綠-白-橙                                         |      |
| 義大利 · (1861–1948)                                   | 薩瓦藍                                           |      |
| 義大利 · (至1948以來)                                  | 綠-白-紅                                         |      |
| 日本                                                   | 紅-白                                            |      |
|                                                        | 綠-白-紅-白-黑                                   |      |
| 拉脫維亞                                               | 胭脂紅-白-胭脂紅                                 |      |
| 立陶宛                                                 | 紅-綠-黃                                         |      |
| 墨西哥                                                 | 綠-白-紅                                         |      |
| 摩納哥                                                 | 白-紅-白                                         |      |
| 荷蘭                                                   | 橘                                               |      |
| 奈及利亞                                               | 綠-白-綠                                         |      |
| 挪威                                                   | 紅-白-藍-白                                      |      |
| 巴基斯坦                                               | 白-綠-黃                                         |      |
| 巴拉圭                                                 | 藍-白-紅                                         |      |
| 秘魯                                                   | 紅-白-紅                                         |      |
| 菲律賓 (1898–1901)                                     | 紅-藍-銀                                         |      |
| 波蘭                                                   | 紅-白                                            |      |
| 葡萄牙王國 (1797–1820及1823–1830)                      | 藍-紅                                            |      |
| 葡萄牙王國 (1821–1823及1830–1910)                      | 藍-白                                            |      |
| 葡萄牙                                                 | 綠-紅                                            |      |
| 羅馬尼亞                                               | 藍-黃-紅                                         |      |
| 俄羅斯帝國 (直至1917)                                  | 黑-橙-黑-橙-白                                   |      |
| 俄羅斯                                                 | 黑-橙-黑-橙                                      |      |
| 圣马力诺                                               | 白-藍                                            |      |
| 塞爾維亞                                               | 紅-藍-白                                         |      |
| 塞席爾 (1978–1996)                                     | 綠-白-紅                                         |      |
|                                                        | 淺藍-白-綠                                       |      |
| 斯洛維尼亞                                             | 紅-藍-白                                         |      |
| 西班牙 · (直至1843及1844–1871)                         | 紅                                               |      |
| 西班牙 · (1843–1844 ，及從1871至今)                    | 紅-黃-紅                                         |      |
| 瑞典 · (軍隊配戴)                                      | 黃                                               |      |
| 瑞典 · (市民配戴)                                      | 藍-黃                                            |      |
| 泰國                                                   | 紅-白-藍-白-紅                                   |      |
| 川斯瓦共和國                                           | 綠-紅-白-藍                                      |      |
| 土耳其                                                 | 紅-白-紅                                         |      |
| 乌克兰                                                 | 淺藍-黃                                          |      |
| 英国                                                   | 白（斯圖亞特王朝）、黑色（漢諾威王朝）、紅-白-藍 |      |
| 美国 · (美國獨立戰爭時期)                              | 黑-白-黑                                         |      |
| 美国 · (十九世紀)                                      | 藍色，中心有一隻鷹                               |      |
| 美国                                                   | 白-藍-紅                                         |      |
| 烏拉圭 (1828–1916)                                     | 天空藍                                           |      |
| 烏拉圭 (市民配戴)                                      | 藍-白-藍-白-藍-白-藍-白                          |      |
| 烏拉圭 (軍隊配戴)                                      | 藍-白-藍，帶有紅色對角線                         |      |
| 烏拉圭 (警察配戴)                                      | 紅-白-藍                                         |      |
| 委內瑞拉                                               | 紅-藍-黃                                         |      |
| 南斯拉夫                                               | 藍-白-紅                                         |      |

### 德意志帝国的组成邦國（1871-1918）

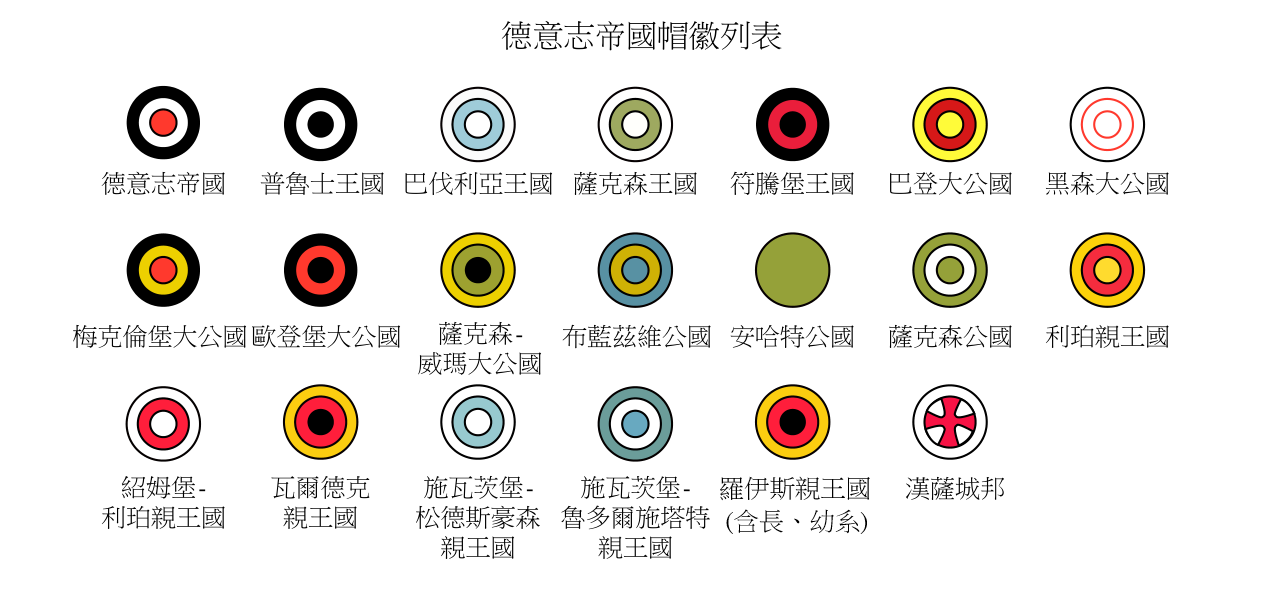
德意志帝国徽章

德意志帝国除了帝國帽章外，还有各邦國徽章， 如下表所示：
| 状态                                  | 描述           |
| ------------------------------------- | -------------- |
| 安哈尔特                              | 绿             |
| 巴登                                  | 黄-红-黄       |
| 巴伐利亚                              | 白-天蓝-白     |
| 不伦瑞克                              | 蓝-黄-蓝       |
| 汉萨同盟城市（不来梅、汉堡、吕贝克）  | 白-带红十字    |
| 黑森                                  | 白-红-白-红-白 |
| 利珀                                  | 黄-红-黄       |
| 梅克伦堡-什未林和-施特雷利茨          | 红-黄-蓝       |
| 奥尔登堡                              | 蓝-红-蓝       |
| 普鲁士                                | 黑-白-黑       |
| 罗伊斯-格拉和-格赖兹                  | 黑-红-黄       |
| 萨克森-阿尔滕堡、科堡和哥达以及迈宁根 | 绿-白-绿       |
| 萨克森-魏玛                           | 黑-黄-绿       |
| 萨克森                                | 白-绿-白       |
| 绍姆堡-利珀                           | 蓝-红-白       |
| 施瓦茨堡-鲁多尔施塔特                 | 蓝-白-蓝       |
| 施瓦茨堡-森德豪森                     | 白-蓝-白       |
| 瓦尔德克                              | 黑-红-黄       |
| 符腾堡                                | 黑-红-黑       |

## 其他內容
- 圆標——由帽章演變而成的國家識別標誌

## 文獻
- 普鲁士参谋和特种部队 1791-1815 年 （页面存档备份，存于），书籍